# Portland (Kolorado)
Portland – jednostka osadnicza w Stanach Zjednoczonych, w stanie Kolorado, w hrabstwie Ouray.